# Ádám Pattantyús
Ádám Pattantyús (ur. 10 października 1978 roku w Nagykőrös) – węgierski tenisista stołowy, uczestnik igrzysk olimpijskich w Londynie (2012) i Rio de Janeiro (2016). Zawodnik klubu Gwiazda Bydgoszcz.

## Życiorys

### Mistrzostwa
Zaczął grać w tenisa stołowego w wieku dziesięciu lat. Jego pierwszym sukcesem było 13. miejsce na Mistrzostwach Europy w Lublanie w 1993 roku. W 2010 wygrał węgierski konkurs na TOP 12 zawodników w kraju. Wygrał kwalifikację olimpijską w europejskim konkursie kwalifikacyjnym. Podczas październikowych Mistrzostw Europy wyeliminowano go w drugiej rundzie. W grze podwójnej zajął 32. miejsce. Na mistrzostwach świata 2013 w singlu i mieszanym deblu odpadł w drugiej rundzie (zajmując w obu kategoriach 64. miejsce). W 2014 na mistrzostwa świata w deblu zajął 21. miejsce. W 2015 roku na mistrzostwach świata w deblu (z Tamásem Lakatosem) odpadł już w pierwszej rundzie, w singlu zaś został wyeliminowany w trzeciej. 
Uznawany był za najlepszego tenisistę stołowego Węgier w latach 2014-2016.

### Igrzyska olimpijskie
W Londynie, w grze indywidualnej, przegrał w pierwszej rundzie z Australijczykiem Williamem Henzellem 1-4 (11:13, 8:11, 9:11, 11:6, 9:11). W końcowej klasyfikacji zajął 33. miejsce. 
Na igrzyskach w Rio w pierwszej rundzie pokonał Kazacha Kiriła Gerrasimienko 4-1, by w drugiej przegrać z reprezentującym Katar Li Pingiem. 